# 청라언덕
청라언덕(靑蘿-)은 대구광역시 중구 동산동에 위치해 있는 푸른 담쟁이 덩굴로 뒤덮여 있는 언덕이다. 대구의 근현대사, 개신교 및 가톨릭 역사와 관련된 유적지로, 대한민국 구석구석 100경 중 하나로 선정되었다. 선교사 주택과 대구3.1운동길, 사과나무, 대구제일교회 등 다양한 근대건축물이 위치해 있으며, 계명대학교 대구동산병원 인근에 자리하고 있다.

## 명칭 유래
20세기 초 개신교 선교사들이 거주 하면서 담쟁이를 많이 심어, 집이 푸른 담쟁이덩굴로 뒤덮여 있어 (푸를 청 靑), (담쟁이 라 蘿)를 써서 ‘푸른 담쟁이 덩굴이란 뜻의 ‘청라언덕’으로 불리게 되었다. 또한 달성토성이 대구의 중심이었을 때 동쪽에 있다 하여 '동산'으로도 불린다.

## 특징
청라언덕은 대구 중구 골목투어 중 제2코스인 '근대문화골목' 투어의 첫 번째 구간으로, 대구의 근대 건축물과 역사적 유산을 체험할 수 있는 대표적인 장소이다. 2021년에는 대구시 수돗물의 명칭 공모에서 최우수상으로 선정된 '청라수'가 청라언덕의 이름을 따 명명되었다.

## 매체의 등장
청라언덕에는 우리나라 최초의 가곡인 「동무생각」 노래비, 과거 선교사들이 생활 하였던 주택 등 아름다운 정원이 조성되어 있다. 이 외에도 걸그룹 NewJeans의 곡 「Ditto」의 뮤직비디오 일부 장면이 청라언덕에서 촬영되었다.

## 주요 장소

### 청라언덕
청라언덕은 1898년 선교사 아담스와 존슨이 지금의 동산병원 및 청라언덕 부지를 구입하여 병원과 학교를 설립하면서 현재의 모습이 형성되었다.

### 선교사 주택
- 선교박물관(스윗즈 주택): 선교사 마사 스윗즈가 거주하던 곳으로, 현재는 선교박물관으로 사용되고 있다. 대구광역시 유형문화재 제24호로 지정되어 있다.
- 의료박물관(챔니스 주택): 선교사 본 챔니스가 거주하던 곳으로, 현재는 의료박물관으로 운영되고 있다. 주요 소장품으로는 청진기와 최초의 피아노 등이 있다. 대구광역시 유형문화재 제25호이다.
- 교육/역사박물관(블레어 주택): 선교사 블레어가 거주하던 주택으로, 현재는 교육 및 역사박물관으로 활용되고 있다. 대구광역시 유형문화재 제26호이다.

### 대구3.1운동길
1919년 3월 8일 대구에서 3.1운동이 일어난 장소로, 계단이 90개로 이루어져 있어 '90계단'이라고도 불린다. 당시의 현장과 생활 모습을 담은 사진들이 계단 옆에 전시되어 있다.

### 사과나무
대구 최초의 사과나무의 2세 나무로, 1899년 동산의료원 개원 당시 선교사 존슨이 미국에서 가져온 72그루의 사과나무 중 마지막까지 남은 나무의 후손이다. 2000년 대구광역시 보호수 1호로 지정되었으나, 2018년에 고사하였다. 현재는 그 옆에 3세 나무가 건강하게 자라고 있다.

### 100주년 기념 종탑
동산의료원 개원 100주년을 기념하여 세운 종탑이다. 동산의료원의 정문 및 중문 기둥과 담장을 옮겨와 세웠으며, 실제로 종을 울릴 수 있다.

### 은혜정원
서울 양화진과 같은 외국인 선교사들의 묘지로, '은혜정원'이라고 불린다.

### 대구제일교회
대구광역시 중구 동산동에 위치한 교회로, 대구 지역 최초의 교회인 대구제일교회를 계승하여 2002년에 완공되었다. 청라언덕에 위치해 있어 계산오거리 부근에서 그 모습을 쉽게 볼 수 있다.
- 기독교 100주년 기념관: 대구제일교회 기준으로 100주년을 기념하여 세운 건물로, 아래층에 카페가 있다.

## 현황
최근 드라마 촬영지로도 이용되고 있다.

## 교통
청라언덕은 대중교통으로 쉽게 접근할 수 있다. 버스와 전철을 이용해 방문할 수 있으며, 주요 버스 정류장으로는 엘디스리젠트호텔앞, 매일신문사앞, 성명여자중학교 등이 있다. 전철은 대구 지하철 3호선의 서문시장역과 2호선과 3호선의 청라언덕역(신남역)이 가장 가까운 역이다.

## 골목투어 제2코스 [근대문화골목]
이 길은 근대문화의 발자취를 주제로 한 길이며 동산 청라언덕이 코스의 첫번째로 자리하고 있다. 1.64km의 비교적 짧은 코스이지만 볼거리가 많아 다 돌아보려면 2시간 정도 걸리며, 골목투어를 전국 유명관광지로 만든 가장 인기있는 핵심 코스이다. 동산 청라언덕, 선교사주택, 만세운동길, 계산성당, 제일교회, 민족시인 이상화와 국채보상운동을 주창한 서상돈의 고택, 근대문화체험관의 계산예가, 조선에 귀화한 중국인 두사충의 뽕나무 골목, 400년 역사를 자랑하는 약령시, 한의약박물과, 조선의 과거길 영남대로, 에코한방웰빙체험관, 옛 대구의 번화가 종로, 화교소학교, 사투리로 길다를 질다로 표현된 진골목이 이어진다.